# Frank Conrad
Frank Conrad (1874-1941) fue un ingeniero electricista conocido por su contribución en el desarrollo de la radio, incluyendo su trabajo como locutor pionero. Trabajó para la Westinghouse Electric durante medio siglo. Con su estación de radio experimental proporcionó la inspiración y la asesoría, para el establecimiento del primer servicio de radiodifusión de Westinghouse, en estaciones de radio KDKA. Sus investigaciones condujeron a la radio de onda corta.

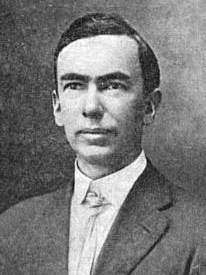
Dr. Frank Conrad

## Biografía

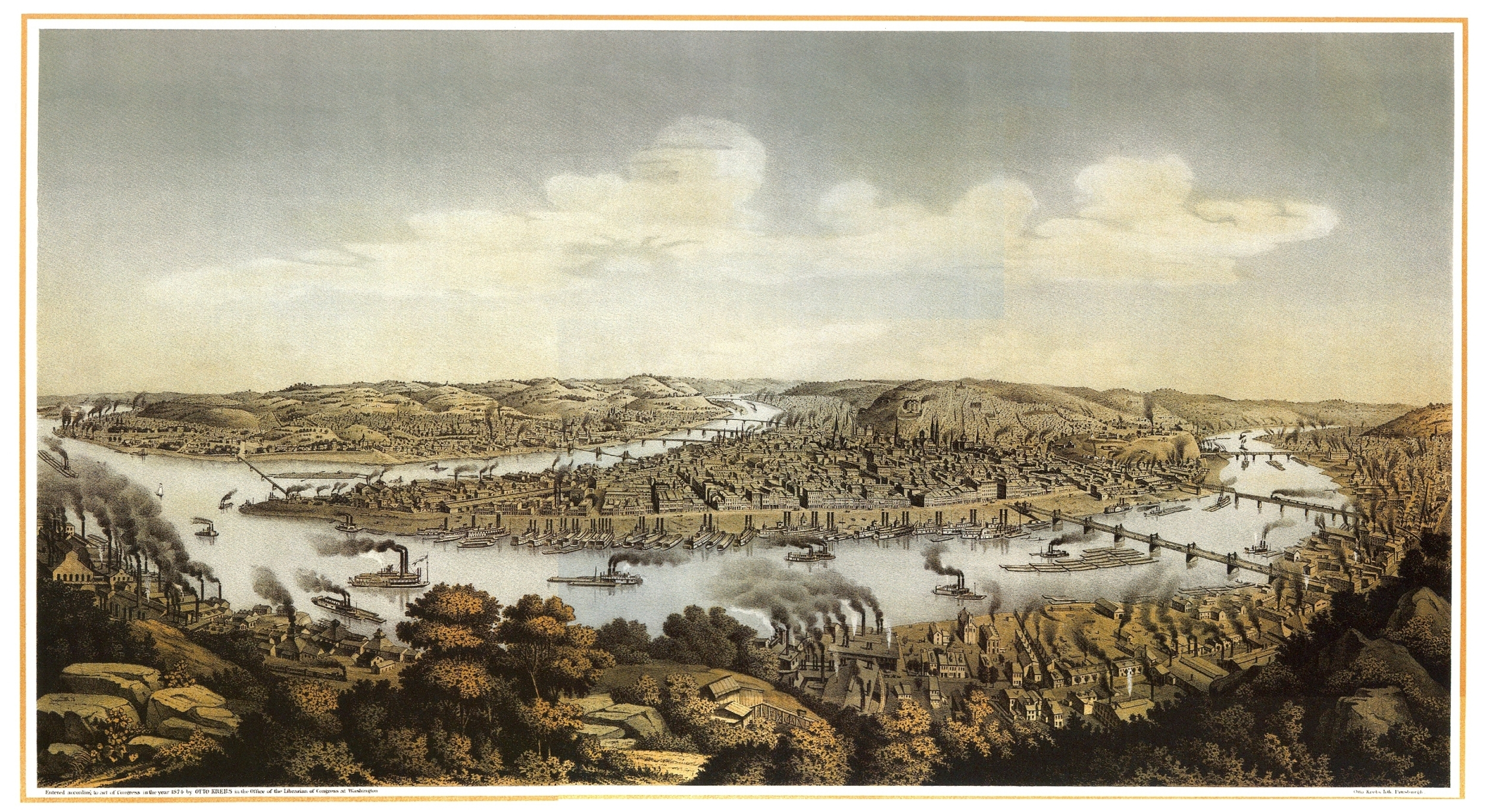
Litografía de Otto Krebs de Pittsburgh en 1874, año en el que nació Conrad

Conrad nació el 4 de mayo de 1874 en Pittsburgh, Pensilvania, hijo de Herbert M. Conrad, un mecánico de ferrocarril, y de Sadie Conrad. Su educación formal terminó en el 7º grado. Sin embargo, en 1928 su obra fue reconocida al otorgarle el doctorado honoris causa en Ciencias de la Universidad de Pittsburgh.
Comenzó a trabajar en la Westinghouse Electric a los 16 años. A los 23 fue transferido al Departamento de Pruebas de la empresa, donde desarrolló sus inventos, incluido el medidor de vatios-hora de tipo circular, que creó en 1897. Se estima que en 1937 30 millones de estos medidores estaban en uso.
En 1904, la Westinghouse Electric lo designó Ingeniero General, y fue ascendido a Asistente de Ingeniero en Jefe en 1921. Durante su vida Conrad obtuvo más de 200 patentes a nivel internacional.

## Trabajo en la radio pionera

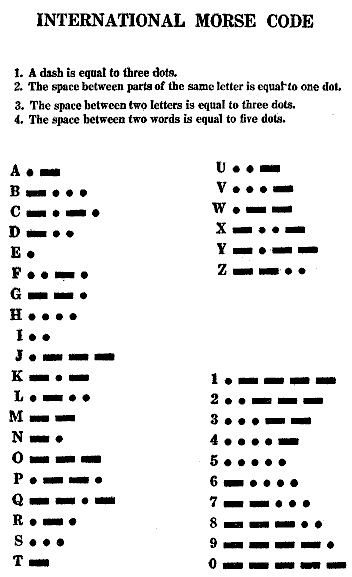
Código Morse

Conrad comenzó a interesarse por la radio en 1913. Fue resultado de una apuesta con un compañero de trabajo sobre cuál reloj era más exacto. Conrad ganó la apuesta, en parte porque, en secreto, sustituyó los componentes internos de su reloj barato con el mecanismo de un reloj más caro.
Durante la realización de las comparaciones en el tiempo de los relojes, Conrad comenzó a dudar de la exactitud de las señales de tiempo proporcionadas por el servicio de telégrafos Western Union , por lo que construyó un simple receptor de radio para captar las señales horarias oficiales del Observatorio Naval, transmitidas en las noches por la NAA, la estación de radio de Arlington, Virginia. 
Con su receptor Conrad captó también las transmisiones que hacía su vecino John Coleman, por lo que construyó un transmisor para comunicarse con él y con otros operadores aficionados de radio locales. 
Cuando se mudó de Swissvale a Wilkinsburg, Pensilvania, instaló una estación de radio en el último piso de un garaje de dos pisos al lado de su casa.
En el verano de 1916, obtuvo un certificado experimental para su estación, con las siglas 8XK. En ese entonces la estación usaba un transmisor de telégrafo por lo que solo podía trabajar en Código Morse.
En abril de 1917, debido a la entrada de los Estados Unidos en la Primera Guerra Mundial, todas las estaciones de radio civiles fueron cerradas, la 8XK incluida. Durante el conflicto, Westinghouse Electric obtuvo varios contratos gubernamentales relacionados con el desarrollo de la tecnología de radio, y Conrad trabajó en la mejora de los equipos: el radiotransmisor SCR-69 y el receptor SCR-70. para el Cuerpo de Señales del Ejército. 

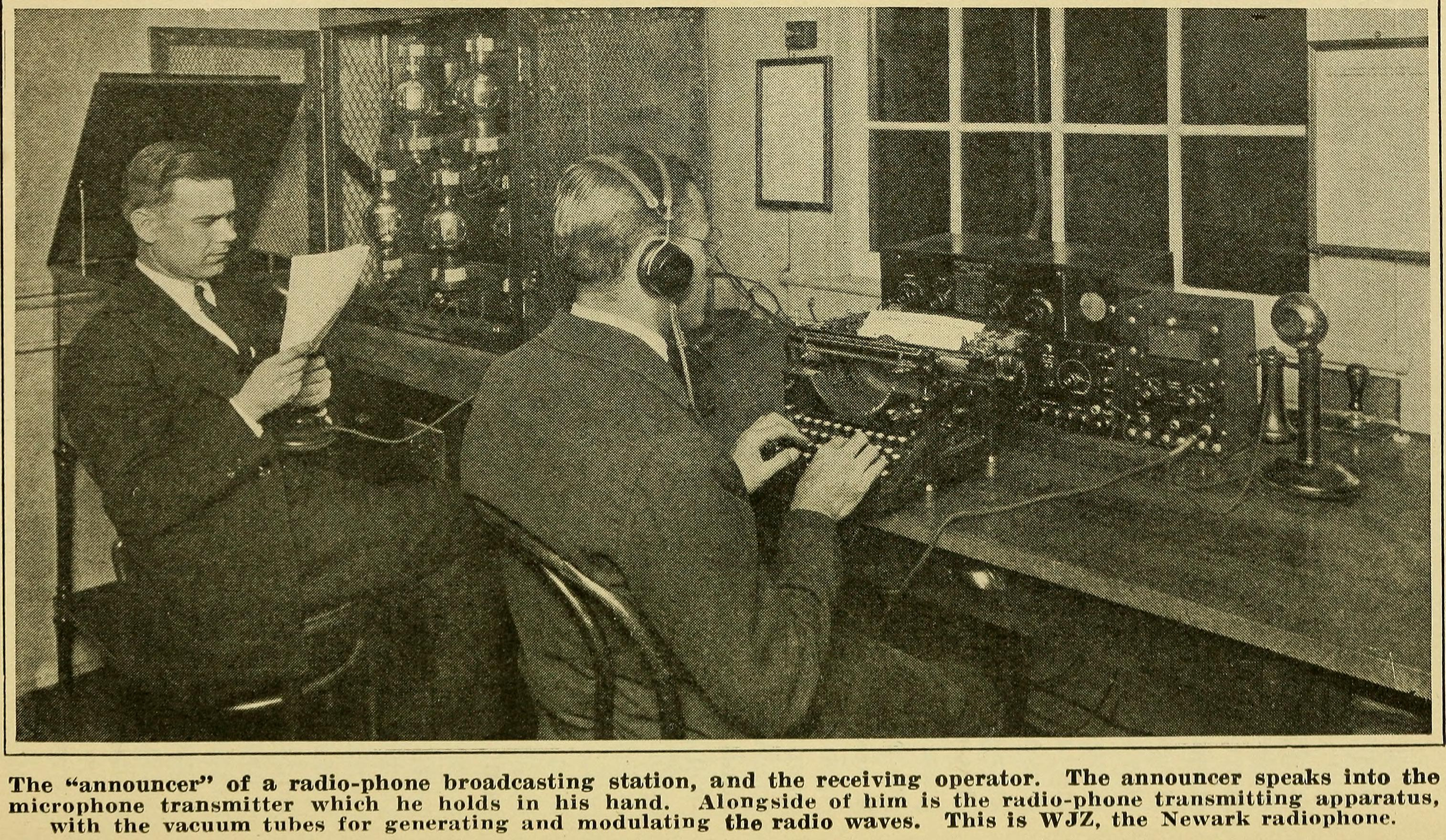
Al principio la radio se llamaba radiotelegrafía sin hilos porque la diferencia entre un trasmisor de radio y otro de telégrafo es el micrófono

Además del Código Morse, su trabajo incluyó el desarrollo de las transmisiones radiotelefónicas, utilizando las capacidades de reciente desarrollo de los transmisores de bulbos. En conjunción con su trabajo en tiempos de guerra, Conrad fue autorizado para operar un transmisor de radio en su casa, utilizando la señal llamada 3WE, para comunicarse con una segunda estación ubicada en la planta de Westinghouse en el Este de Pittsburgh. También produjo un aerogenerador impulsado por el viento para que, unido al ala de un avión, pudiera alimentar a un transmisor de radio.
El 1 de octubre de 1920, se levantó la prohibición de las estaciones de radio civiles. A pesar de que su estación no tuvo permiso formal hasta el 21 de enero de 1921, Conrad reanudó la experimentación, utilizando, de nuevo el indicativo 8XK,

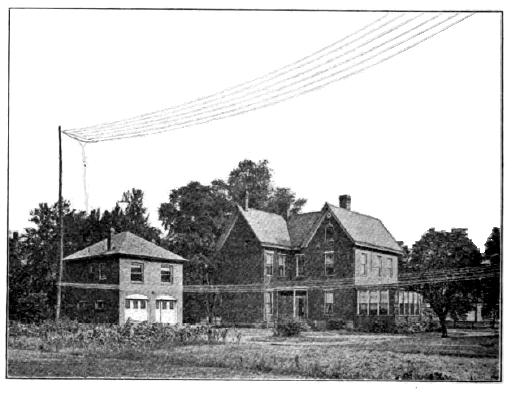
1920 instalaciones de la estación 8XK

Conrad fue el responsable de una de las primeras emisiones de radio después de la Guerra. La llevó a cabo la tarde del 17 de octubre de 1919, cuando recibió a los aficionados locales con selecciones de música grabada en registros de fonógrafo. Este fue el comienzo de una serie de emisiones de prueba y la novedad del entretenimiento resultó ser popular entre su audiencia. En respuesta a su interés, Conrad adoptó un horario semi-regular, que consistió principalmente en dos horas el sábado y también en las noches de miércoles. Sin embargo, las transmisiones no fueron apreciadas universalmente, como su esposa informó más tarde: “recibía llamadas telefónicas a todas horas del día y de la noche diciéndole que se saliera del aire".
La mayor parte de estas primeras transmisiones eran de música, siempre a partir de la colección de registros de Conrad. Después de que agotó ese recurso, llegó a un acuerdo con una tienda local, Brunswick Shop: a cambio de ella le suministrara material recientemente publicado, él le daría un reconocimientos en la transmisión. Algunos ejemplos anteriores de estaciones de radio que hicieron publicidad a tiendas a cambio de que les proporcionaran registros fonográficos fueron la estación de Charles Herrold de San José, California a partir de 1912 y la de Lee de Forest 2XG de la ciudad de Nueva York, a partir de 1916.
El hijo del dueño de la tienda Brunswick ayudó a Conrad; sus propios hijos y una de sus sobrinas eran músicos con talento y ayudaron a proporcionar el entretenimiento. Además, él instaló una línea telefónica desde la sala de música de su casa al transmisor en el garaje, por lo que los artistas podían usar el piano de la familia. El 26 de junio de 1920, un concierto especial fue transmitido a los pacientes del Hospital de Tuberculosis League.
Conrad continuó experimentando con la radio. En el verano de 1920, la American Radio Relay League junto con la Oficina de Normas de los Estados Unidos, llevó a cabo una serie de pruebas para investigar el fenómeno “fading”, nombre técnico de la radiodifusión que designa la disminución temporal de la intensidad de las señales radioeléctricas en las señales de larga distancia durante la noche. 8XK fue una de las principales estaciones que participaron en estas pruebas.

## La emisora KDKA
A finales de 1920, las emisiones de entretenimiento de 8XK hicieron que la Westinghouse se introdujera en el sector de la radiodifusión. La tienda por departamentos Joseph Horne anunció diariamente en los periódicos de Pittsburgh que la transmisión sería el 23 septiembre.  Luego anunció que la tienda había comenzado a vender sencillas "estaciones inalámbricas receptoras". Posteriormente, en el anuncio del 29 de septiembre afirmó que el personal de Horne escuchó recientemente un "concierto en el aire" de la estación de Conrad.
Al ver el último anuncio, HP Davis, vicepresidente de Westinghouse, encabezó la construcción de una estación de radiodifusión Westinghouse. Su idea era que la compañía podría comenzar a vender sus propios receptores de radio para el público en general, con entretenimiento diario gratuito ofrecido por una estación de radiodifusión para estimular las ventas.
La American Radio Relay League puso en marcha un programa con varias estaciones de aficionados para dar a conocer los resultados de la votación presidencial el día de la elección, 2 de noviembre de 1920. En el área de Pittsburgh, la 8XK fue programada para ser la participante local. Sin embargo, Westinghouse decidió inaugurar su nuevo servicio de radiodifusión esa la misma noche, por lo que Conrad tuvo que apoyar esa trasmisión.
Esa noche Conrad llevó a cabo dos emisiones exitosas: la del triunfo electoral del futuro presidente Warren G. Harding en la 8XK y la inauguración de Westinghouse en la estación 8ZZ, que pronto se convirtió en KDKA en el Este de Pittsburgh. Conrad siguió atentamente ambas transmisiones, con un reloj en su garaje de Wilkinsburg, listo para relevar con la 8XK a la 8ZZ si experimentaba algún problema, lo cual no sucedió.
Westinghouse jugó un papel destacado en el desarrollo de la radiodifusión en los Estados Unidos. Conrad revisó sus diseños de receptores anteriores para crear productos de consumo para los nuevos clientes de la compañía.
A principios de 1921, cuando Westinghouse comenzó a vender el modelo AR de sintonizadores y el DA de Detectores, los anunció como la realización de "las últimas ideas de dos destacados ingenieros, Edwin Armstrong y Frank Conrad."

## Vida posterior
Conrad terminó sus emisiones de entretenimiento poco después del establecimiento de la KDKA, aunque 8XK era uno de los participantes principales en el "Relay del cumpleaños de Washington" de febrero de 1921 en el que las estaciones de aficionados recibían y retransmitían a nivel nacional un mensaje especial de treinta palabra.
Continuó haciendo investigación innovadora de radio. En la investigación de la transmisión de "armónicos", señales indeseables producidas en las frecuencias más altas que la transmisión normal de una estación, se encontró inesperadamente conque en algunos casos los armónicos se podían escuchar más allá de la señal primaria, algo que se creía imposible.
Así descubrió las señales de radio de alta frecuencia, que tienen escasa cobertura de onda de superficie, y un alcance de transmisión más limitado. Así, la Westinghouse evaluó el potencial comercial de las transmisiones de High Frequency HF, de alta frecuencia, también llamadas de onda corta.
En 1924, Conrad demostró a David Sarnoff de la Radio Corporation of America (RCA) que las señales de onda corta de baja potencia emitidas en el Este de Pittsburgh se podían recibir fácilmente en Londres, utilizando un receptor simple con un cortinero como antena. El método de Conrad era una pequeña fracción del costo del método RCA y ofrecía mejor rendimiento para la radio transatlántica, que utilizaba masivamente la onda larga del alternador de Ernst Alexanderson  para producir señales de alta frecuencia que se trasmitían y se recibían mediante antenas de longitudes kilométricas.
El 3 de noviembre de 1924 se suprimió la última licencia de Conrad para 8XK. El siguiente mes Westinghouse abrió una estación experimental en el Este de Pittsburgh cambiando de 8XAU a 8XK, y la llamada histórica se escuchó en todo el mundo: era la realización de pruebas de transmisión de onda corta. 
En 1928, Conrad demostró un convertidor de la película de cine a la de televisión en Westinghouse, y también realizó investigaciones en las transmisiones de FM o Frecuencia modulada.

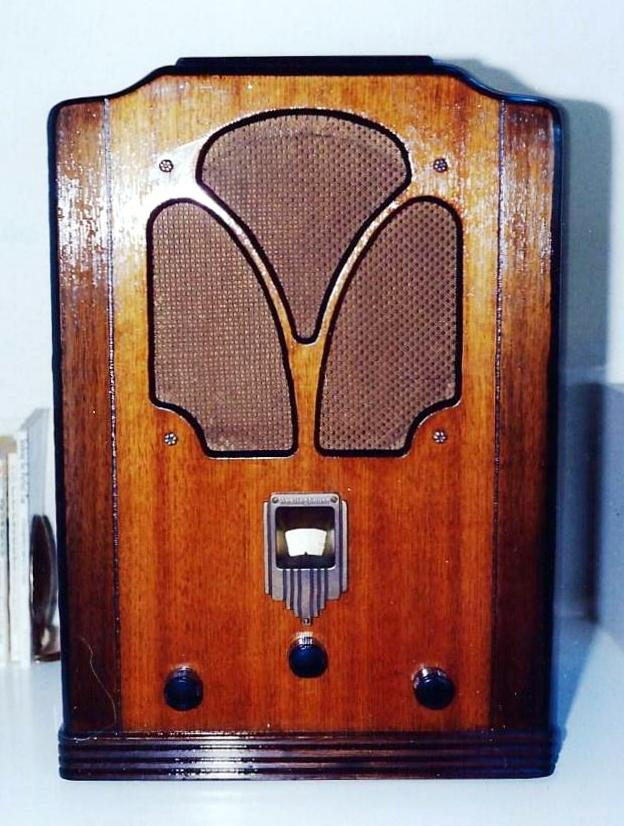
Radio de madera Westinghouse de los años 1930

## Muerte y herencia

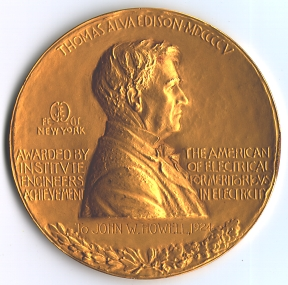
En 1930 Frank Conrad ganó la Medalla Edison

Conrad se retiró de Westinghouse en 1940. Sufrió un ataque al corazón el 6 de noviembre de 1941 mientras se dirigía a su casa de invierno en Miami, Florida, donde murió el 10 de diciembre de 1941.
Durante su vida, Conrad recibió numerosos premios por su trabajo. Entre ellos, la Medalla Edison 1930 del Instituto Americano de Ingenieros Eléctricos "por sus contribuciones a la radiodifusión y a la transmisión de radio de onda corta. "En 1936 recibió la Medalla Lamme para “desarrollos pioneros y fundamentales en los campos de medición eléctrica y servicios de protección."
En 2001, el garaje de ladrillo rojo de Wilkinsburg que había albergado 8XK fue cuidadosamente desmontado y colocado en el almacén del Museo Nacional de Radiodifusión, con la esperanza de que se pueda reconstruir algún día para albergar al Museo. En  A Return to Normalcy, un episodio del programa de televisión Boardwalk Empire, se ve a Frank Conrad como la persona que anuncia por radio los resultados de las elecciones 1920 en Pittsburgh.